# Ignasi de Solà-Morales i Rubió
Ignasi de Solà-Morales i Rubió, né à Barcelone (Catalogne, Espagne) le 24 août 1942 et mort à Amsterdam (Pays-Bas) en 2001, est un architecte et universitaire catalan.

## Biographie
Il naquit à Barcelone en 1942 dans une famille d'architectes, dont les plus connus sont son père (Manuel de Solà-Morales i de Rosselló) et son frère (Manuel de Solà-Morales i Rubió). 
Il étudia l'architecture et la philosophie à l'université de Barcelone, et obtint son doctorat en 1977 avant d'occuper la chaire d'architecture de l'École Technique Supérieure d'Architecte de Barcelone au sein de université polytechnique de Catalogne. 
Il devint professeur de l'université Columbia (États-Unis), membre de l'Institute for Architecture and Urban Studies (New York) et directeur des Archives historiques d'Architecture, de Dessin et d’Urbanisme du Collège officiel des architectes de Catalogne.
Il mourut le 11 mars 2001 à Amsterdam des suites d'une crise cardiaque alors qu'il faisait partie dans cette ville du jury du prix d'architecture Mies van der Rohe.

## Activité professionnelle
Dès 1971, il travailla à son compte comme architecte. En 1984, il dirigea la reconstruction du Pavillon allemand de Barcelone de Mies van der Rohe, en coopération avec les architectes Ferran Ramos et Cristian Cirici dont l'original avait été détruit après la fermeture de l'exposition internationale de 1929. 
Parmi les nombreuses œuvres réalisées, on note l'agrandissement avec Xavier Fabre et Lluís Dilmé, du Théâtre du Liceu de Barcelone et sa reconstruction après l’incendie du 31 mars 1994 qui fut inauguré le 7 octobre 1999. En 2000, il fit partie des trois architectes récompensés par le prix national du patrimoine culturel[Quoi ?].

## Œuvre publiée
Ignasi de Solà-Morales i Rubió a publié divers ouvrages sur la théorie et l'histoire de l'architecture :
- 1975: Rubió i Bellver y la fortuna del Gaudinismo
- 1976: L'arquitectura del expresionismo
- 1976: Centenari de l'Escola d'Arquitectura de Barcelona. Un assaig d'interpretació
- 1980: Eclecticismo y vanguardia
- 1983: Gaudí
- 1984: Arquitectura teatral en España
- 1985: L'Exposició Internacional de Barcelona 1914-1929
- 1986: Arquitectura Minimale a Barcelona
- 1986: Contemporary Spanish Architecture
- 1986: Arquitectura balneària a Catalunya
- 1996: Diferencias: topografía de l'arquitectura contemporánea

## Distinctions
- 1993 : Prix Narcís Monturiol